# 严新平
严新平（1959年7月—），男，江西莲花人，中国交通运输工程专家，武汉理工大学副校长、教授，中国工程院院士。

## 生平
1982年毕业于武汉水运工程学院船舶机械专业，获学士学位。1987年毕业于武汉水运工程学院船机修造工程专业，获硕士学位。1997年毕业于西安交通大学机械工程学院，获博士学位。
2019年当选中国工程院机械与运载工程学部院士。